# Alberto Pelagotti
Alberto Pelagotti (Empoli, 9 marzo 1989) è un ex calciatore italiano, di ruolo portiere.

## Carriera

### Club

#### Inizi
Cresce calcisticamente nel settore giovanile del Castelfiorentino (paese dove vive e cresce), e dell'Empoli poi, dove entra nel 1999.
Dopo diversi anni, nel 2007 viene inserito nella prima squadra e nella lista UEFA, trascorrendo una stagione da terzo portiere, alle spalle di Daniele Balli e Davide Bassi.
Il 16 luglio 2008 passa in prestito al Manfredonia, in Lega Pro Seconda Divisione. Esordisce con i biancocelesti il 24 agosto in Pescina Valle del Giovenco-Manfredonia (0-0), partita valida per la Coppa Italia Lega Pro.
Concluderà la stagione disputando tutti gli incontri di campionato, inclusi i play-out giocati contro l'Isola Liri, dove non subisce reti, scendendo in campo nel complesso in 38 occasioni, incassando 32 goal.

#### Il ritorno all'Empoli
Conclusa l'esperienza in Puglia, ritorna con i toscani, con i quali debutta il 2 dicembre 2009 in Catania-Empoli (2-0), incontro valido per il quarto turno di Coppa Italia, subentrando a 10' dal termine al posto di Renato Dossena: mentre il debutto in Serie B è datato 15 maggio 2010 contro l'AlbinoLeffe (sconfitta per 1-3); nella quale subentra ad inizio ripresa al posto di Davide Bassi. Termina l'annata con un'altra presenza, da titolare, all'ultima giornata contro il Grosseto.
Con l'arrivo di Alfredo Aglietti sulla panchina dei toscani viene schierato con più continuità, fino a diventare il portiere titolare della rosa, rendendosi autore di ottime prestazioni. In seguito all'esonero del tecnico toscano, torna ad essere impiegato come terza scelta e nelle due annate seguenti, totalizza soltanto tre presenze e il 30 maggio 2014, dopo la vittoria dell'Empoli sul Pescara, ottiene da comprimario - dopo sei anni trascorsi in serie cadetta - la promozione nella massima serie.
Tuttavia, il 15 luglio 2014 viene ceduto in prestito al Pisa, posticipando un eventuale esordio in Serie A. Debutta con i pisani ed in Serie C, il 30 agosto seguente in una vittoria interna maturata contro il Teramo, nella quale subisce anche un gol.
Il 1º luglio 2015 torna all'Empoli per fine prestito dopo 36 presenze con il Pisa; mentre tre settimane dopo rinnova il contratto fino al 2018.
Dopo una prima stagione da panchinaro, il 10 aprile 2016 esordisce in Serie A nel derby dell'Arno vinto 2-0 contro la Fiorentina fornendo un'ottima prestazione, che gli frutta altre cinque presenze durante l'annata.

#### L'addio all'Empoli e l'esperienze al Brescia ed all'Arezzo
Il 30 agosto 2017 dopo più di 15 anni (contando anche quelli passati nel settore giovanile della squadra toscana) con la maglia biancoazzurra, lascia Empoli venendo acquistato a titolo definitivo dal Brescia. Dopo non aver totalizzato nemmeno una presenza con i lombardi, il 20 agosto 2018 si trasferisce a titolo definito all'Arezzo. Debutta il successivo 16 settembre nella vittoria contro la Lucchese a rete inviolata, nella quale effettua tre parate decisive.

#### Palermo
Dopo l'avventura all'Arezzo, club di Lega Pro, conclusa con 39 presenze e 32 gol subiti, nell'estate 2019 viene acquistato dal Palermo sceso in Serie D dopo il fallimento, decidendo di indossare la maglia numero 1.
Il debutto con i rosanero avviene il 1º settembre nel derby vinto contro il Marsala per 1-0. Durante la stagione si distingue come portiere titolare dei siciliani, contribuendo all'immediata promozione in Serie C, subendo soltanto 16 reti in 25 presenze.

#### Novara
Dopo la prima parte di stagione passata da svincolato, il 3 febbraio 2023 firma con la squadra piemontese, militante nel girone A in Serie C.

### Nazionale
Il 15 dicembre 2006 viene convocato da Francesco Rocca tecnico dell'Under-19 per prendere parte ad uno stage svolto a Roma dal 17 al 20 dicembre. Verrà poi nuovamente convocato il 13 aprile 2007 per disputare l'amichevole con la Norvegia a Bryne, svoltasi il 25 aprile, dove scenderà in campo da titolare, per lasciare il posto a Ugo Gabrieli a 15' dal termine.

## Statistiche

### Presenze e reti nei club
| Stagione        | Squadra         | Campionato      | Campionato | Campionato | Coppe nazionali | Coppe nazionali | Coppe nazionali | Coppe continentali | Coppe continentali | Coppe continentali | Altre coppe | Altre coppe | Altre coppe | Totale | Totale |
| Stagione        | Squadra         | Comp            | Pres       | Reti       | Comp            | Pres            | Reti            | Comp               | Pres               | Reti               | Comp        | Pres        | Reti        | Pres   | Reti   |
| --------------- | --------------- | --------------- | ---------- | ---------- | --------------- | --------------- | --------------- | ------------------ | ------------------ | ------------------ | ----------- | ----------- | ----------- | ------ | ------ |
| 2008-2009       | Manfredonia     | 2D              | 34+2       | -32        | CI-LP           | 2               | 0               | -                  | -                  | -                  | -           | -           | -           | 38     | -32    |
| 2009-2010       | Empoli          | B               | 2          | -2         | CI              | 1               | 0               | -                  | -                  | -                  | -           | -           | -           | 3      | -2     |
| 2010-2011       | Empoli          | B               | 16         | -13        | CI              | 1               | -1              | -                  | -                  | -                  | -           | -           | -           | 17     | -14    |
| 2011-2012       | Empoli          | B               | 28         | -46        | CI              | 1               | -1              | -                  | -                  | -                  | -           | -           | -           | 29     | -47    |
| 2012-2013       | Empoli          | B               | 3          | -2         | CI              | 0               | 0               | -                  | -                  | -                  | -           | -           | -           | 3      | -2     |
| 2013-2014       | Empoli          | B               | 0          | 0          | CI              | 0               | 0               | -                  | -                  | -                  | -           | -           | -           | 0      | 0      |
| 2014-2015       | Pisa            | LP              | 36         | -28        | CI+CI-LP        | 3+0             | -3              | -                  | -                  | -                  | -           | -           | -           | 39     | -31    |
| 2015-2016       | Empoli          | A               | 6          | -5         | CI              | 0               | 0               | -                  | -                  | -                  | -           | -           | -           | 6      | -5     |
| 2016-2017       | Empoli          | A               | 3          | -5         | CI              | 2               | -2              | -                  | -                  | -                  | -           | -           | -           | 5      | -7     |
| Totale Empoli   | Totale Empoli   | Totale Empoli   | 58         | -73        |                 | 5               | -4              |                    | -                  | -                  |             | -           | -           | 63     | -77    |
| 2017-2018       | Brescia         | B               | 0          | 0          | CI              | -               | -               | -                  | -                  | -                  | -           | -           | -           | 0      | 0      |
| 2018-2019       | Arezzo          | C               | 37+5       | -32 + -6   | CI-C            | -               | -               | -                  | -                  | -                  | -           | -           | -           | 42     | -38    |
| 2019-2020       | Palermo         | D               | 25         | -16        | CI-D            | 0               | 0               | -                  | -                  | -                  | -           | -           | -           | 25     | -16    |
| 2020-2021       | Palermo         | C               | 36+4       | -40 + -1   | -               | -               | -               | -                  | -                  | -                  | -           | -           | -           | 40     | -41    |
| 2021-2022       | Palermo         | C               | 30         | -29        | CI-C            | 1               | -1              | -                  | -                  | -                  | -           | -           | -           | 31     | -30    |
| Totale Palermo  | Totale Palermo  | Totale Palermo  | 91+4       | -85 + -1   |                 | 1               | -1              |                    | -                  | -                  |             | -           | -           | 96     | -87    |
| gen.-giu. 2023  | Novara          | C               | 3          | -5         | CI-C            | 0               | 0               | -                  | -                  | -                  | -           | -           | -           | 3      | -5     |
| Totale carriera | Totale carriera | Totale carriera | 270        | -262       |                 | 11              | -8              |                    | -                  | -                  |             | -           | -           | 281    | -270   |

### Cronologia presenze e reti in nazionale
| Cronologia completa delle presenze e delle reti in nazionale ― Italia under 19 | Cronologia completa delle presenze e delle reti in nazionale ― Italia under 19 | Cronologia completa delle presenze e delle reti in nazionale ― Italia under 19 | Cronologia completa delle presenze e delle reti in nazionale ― Italia under 19 | Cronologia completa delle presenze e delle reti in nazionale ― Italia under 19 | Cronologia completa delle presenze e delle reti in nazionale ― Italia under 19 | Cronologia completa delle presenze e delle reti in nazionale ― Italia under 19 | Cronologia completa delle presenze e delle reti in nazionale ― Italia under 19 |
| Data                                                                           | Città                                                                          | In casa                                                                        | Risultato                                                                      | Ospiti                                                                         | Competizione                                                                   | Reti                                                                           | Note                                                                           |
| ------------------------------------------------------------------------------ | ------------------------------------------------------------------------------ | ------------------------------------------------------------------------------ | ------------------------------------------------------------------------------ | ------------------------------------------------------------------------------ | ------------------------------------------------------------------------------ | ------------------------------------------------------------------------------ | ------------------------------------------------------------------------------ |
| 25-4-2007                                                                      | Bryne                                                                          | Norvegia under 19                                                              | 4 – 1                                                                          | Italia under 19                                                                | Amichevole                                                                     | -3                                                                             | 75’                                                                            |
| Totale                                                                         |                                                                                | Presenze                                                                       | 1                                                                              |                                                                                | Reti                                                                           | -3                                                                             |                                                                                |

## Palmarès

### Club

#### Competizioni interregionali
- Serie D: 1

Palermo: 2019-2020 (girone I)